# Francisco de Azevedo e Ataíde
D. Francisco de Azevedo e Ataíde (1616 - Lisboa, 13 de fevereiro de 1669), senhor das honras de Barbosa e de Ataíde, foi um comandante militar da guerra da Restauração. Combateu nas frentes do Alentejo e Entre Douro e Minho, onde mandou construir o Forte de Lovelhe.

## Biografia
Nasceu cerca do ano de 1616, filho primogénito de D. Manuel de Azevedo e Ataíde, senhor da honra de Barbosa e de sua mulher, D. Ângela de Castro.
Neto paterno de D. Francisco de Ataíde e Azevedo, senhor de Barbosa e Ataíde e de D. Brites da Silva, herdeira do Morgado de Parada (em Guilhabreu, que incluía a Capela quinhentista de Nossa Senhora do Amparo, com as armas plenas dos Silvas) e do vínculo de D. Urraca Lourenço da Cunha; e neto materno de Manuel de Castro Pinheiro (ou Castro Alcoforado), senhor das vilas de Aguieira e Mourisca e de sua mulher, D. Maria Toscano.
Sendo assim sobrinho-neto, na linha paterna, de duas figuras de relevo na história da expansão lusa no século XVI: o evangelizador jesuíta, Beato Inácio de Azevedo, um dos Quarenta Mártires do Brasil, e o governador de Ceilão (que, em 1597, proclamou a soberania lusa no atual Sri Lanka) e depois vice-rei da Índia, D. Jerónimo de Azevedo.
O seu tio paterno, D. João de Ataíde e Azevedo, foi também militar (além de destacado escritor) na guerra da Aclamação.
Começou a sua carreira militar na praça de Tânger, onde entre 1633 e 1635 suportou a suas expensas sete soldados e regressou depois a Portugal. Mais tarde foi chamado à corte de Madrid, de onde só partiria para participar na campanha militar lançada com o objetivo de dominar a revolta da Catalunha, que se tinha sublevado contra o domínio dos Habsburgos em 7 de junho de 1640. Nessa expedição, armou à sua custa 50 soldados.
D. Francisco de Azevedo e Ataíde é citado por D. António Caetano de Sousa, na sua História Genealógica da Casa Real Portuguesa, como sendo um dos “muy grandes Senhores e Fidalgos principaes” do reino, favoráveis à restauração, que a ela não pôde aderir, por se encontrar então em Castela. Porém, D. Francisco logo tratou de tentar regressar a Portugal, tendo escapado a prestar serviço nos exércitos espanhóis na Flandres e acabado por regressar ao reino, via Inglaterra, no ano de 1642.
Em agosto desse ano encontrava-se já a prestar serviço na frente do Alentejo, onde foi capitão de cavalos. A partir de 1649, e de forma quase ininterrupta até o final da guerra, em 1668, serviu na província de Entre-Douro-e-Minho, onde por três vezes, nos anos de 1649, 1654 e 1664, exerceu interinamente o cargo de governador das armas.
Em 1662, foi nomeado, juntamente com o conde de São João da Pesqueira, mestre de campo general dos exércitos de Entre Douro e Minho; cargo que exerceria até final da guerra. Foi também membro do Conselho da Guerra do Rei D. Afonso VI.
Mandou construir o Forte de São Francisco de Lovelhe, como parte integrante na linha defensiva do Minho, que guarnecia a margem esquerda do rio Minho e parte do litoral atlântico português adjacente à sua desembocadura. As obras de edificação foram por ele pessoalmente dirigidas, tendo ficado concluídas no ano de 1663. O Forte é por vezes denominado, em sua homenagem, como Forte de Azevedo, e seria usado não apenas na guerra da Restauração como ainda, 150 anos mais tarde, para repelir a segunda invasão francesa, comandada por Soult.

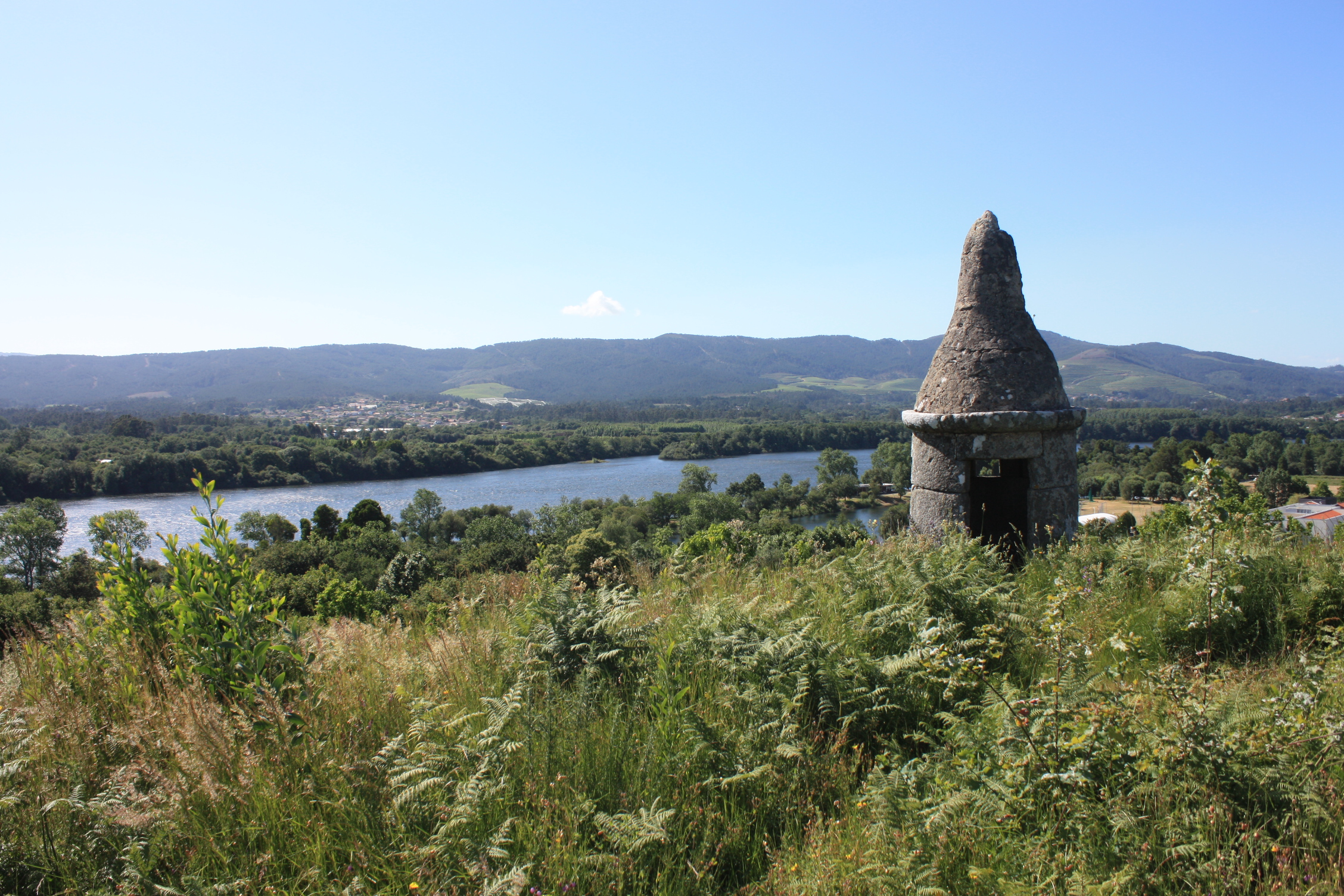
Vista do Forte de São Francisco de Lovelhe, ou Forte de Azevedo, que D. Francisco de Azevedo e Ataíde fez construir para proteção da fronteira do Minho. Em 13 de fevereiro de 1809, o Forte teria importância fundamental para repelir a segunda invasão francesa

Em Outubro de 1663, teve papel destacado no ataque e conquista do Forte de Goian, na Galiza, conforme foi noticiado no número de outubro de 1663 do Mercurio Portuguez:
Teve grande parte nesta empresa [a conquista de Goian] o Mestre de Campo General, Dom Francisco de Azevedo & Ataide, que assistiu à disposição & execução de tudo, cõ aquela sciencia, prudêcia & valor que nelle se conhece
Além de ter herdado, por via dos seus antepassados maternos da família Alcoforado, a comenda de Cabomonte na Ordem de Cristo, viu recompensados seus serviços militares por mais duas comendas na mesma ordem, de São Miguel de Lavradas e  de São Julião (na atual Constância).
O Rei quis também doar-lhe o senhorio de Penafiel de Sousa, o que não se revelou possível devido à oposição do então senhor desse julgado, Gonçalo Peixoto da Silva, pelo que em compensação lhe doou uma tença anual no valor de 400.000 réis. De notar que, já anos antes, o antecessor deste Gonçalo Peixoto no senhorio de Penafiel, Pedro Peixoto da Silva, adaíl-mor do reino, havia tentado, sem sucesso, pôr em causa os direitos de D. Francisco na honra de Barbosa, aproveitando-se da ausência deste em Madrid.

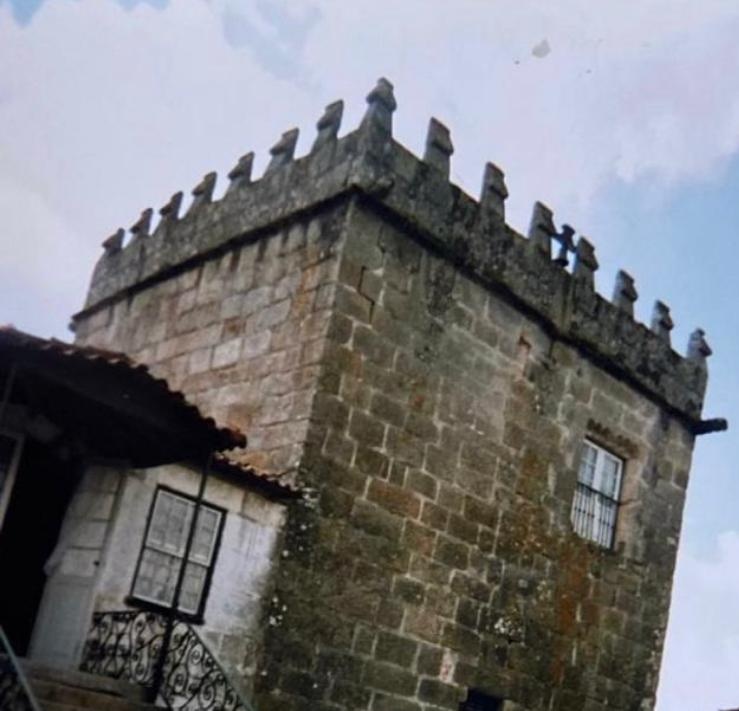
A Torre da Honra de Barbosa, senhorio na posse da família de D. Francisco de Azevedo e Ataíde desde o século XII

O senhorio da honra de Barbosa, no termo de Penafiel, já lhe havia sido confirmado ainda antes da Restauração, em 27 de fevereiro de 1637; foi também senhor da honra e quinta de Ataíde, em Riba Tâmega, solar de origem dos Ataídes, em sucessão a seus maiores e, por sua mulher, senhor do vínculo de Valbom, instituído em 1547 pelo 2.º capitão de Ceilão, Lopo de Brito, e do vínculo do ano de 1559 de Cristóvão de Brito e sua mulher D. Brites de Ataíde (irmã de D. Luís de Ataíde, 3.º conde de Atouguia).
Participou em várias academias literárias da sua época, nos períodos em que residiu com a família em Lisboa, onde sua mulher possuía várias casas nobres da família Brito, nomeadamente o palácio velho de São Lourenço, na antiga rua das Farinhas, na freguesia de São Lourenço, e o palácio do Campo de Santana, junto ao Pátio do Tourel - além da quinta do Barro, na freguesia de Santa Maria de Loures, termo de Lisboa e da Marinha do Brito, no termo de Alcochete.
Foi fundador e padroeiro do mosteiro de Santo António da Piedade, de frades capuchos, em Arrifana de Sousa (hoje, Penafiel), onde mandaria erigir o seu túmulo, com estátua jacente, no qual, porém, acabaria por não ser sepultado.
Faleceu em 13 de fevereiro de 1669, em Lisboa, à Rosa, sendo sepultado na capela de Nossa Senhora da Assumpção da Igreja de Madre de Deus extramuros, que pertencia ao morgadio de Cristóvão de Brito, acima referido.

## Casamento e descendência
Casou em 1645, com elaboração prévia de escritura de dote, com sua prima D. Maria de Brito e Noronha (ou Brito e Alcáçova), nascida c. 1630 e falecida de parto em Lisboa, a 16.02.1662, filha única e herdeira de Lopo de Brito (que não deve ser confundido com o seu avô e homónimo, o 2.º capitão do Ceilão), morgado de Valbom, e de D. Maria de Alcáçova Carneiro.
Era neta paterna de Cristóvão de Brito (administrador do vínculo de seu tio homónimo, acima referido) com D. Maria da Silva, da casa dos morgados de Parada, em Guilhabreu; e neta materna de D. António de Alcáçova Carneiro, Alcaide de Campo Maior Jure uxoris (segundogénito do 1.º conde de Idanha-a-Nova) e de sua mulher, D. Maria de Noronha e Silva, herdeira das alcaidarias de Campo Maior e Ouguela, que remontavam a seu antepassado D. Rui Gomes da Silva.
Do casamento tiveram a seguinte geração:
- D. Manuel de Azevedo de Ataíde e Brito (1647 - Lisboa, 03.02.1724), senhor da honra de Barbosa[19] e sucessor em toda a casa de seus pais, membro do Conselho da Guerra de D. Pedro II e D. João V, comendador das antigas comendas de São Caíde do Rei e de Santiago de Figueiró (de que era administradora D. Catarina Bárbara de Noronha, irmã do 1.º conde de Vila Verde e condessa de Alegrete e depois marquesa de Alenquer),[20][21] etc. Casou com D. Luísa Ponce de Leão, filha dos 1.ᵒˢ  condes de Pombeiro, sem geração (tanto D. Manuel como sua mulher receberiam vários bens que lhes foram deixados pelo testamento, do ano de 1703, da 1.ª condessa de Pombeiro, que também se chamava Luísa Ponce de León);[22]

- D. Antónia de Ataíde e Alcáçova, nascida na honra de Barbosa em 19.01.1651, que foi Abadessa do Convento de Santa Clara de Vila do Conde, de 1697 a 1700;

- D. Maria Micaela dos Anjos de Ataíde (Honra de Barbosa, 26.09.1652 - Lisboa, 18.06.1733), que foi freira e depois abadessa no convento da Madre de Deus, em Lisboa;[23]

- D. António de Azevedo de Ataíde e Brito (Penafiel, 21.12.1653 - Lisboa, Pena, 04.10.1709), moço fidalgo da casa real em 3 de fevereiro de 1657, casou em Lisboa, Pena, em 04.10.1709, à hora da morte, por "descanso de consciência", com D. Teresa da Silva, filha de Agostinho da Silva, cavaleiro da Ordem de S. Tiago. Com geração, que viria a suceder no senhorio de Barbosa;

- D. Bárbara Micaela de Ataíde, nascida em Barbosa em 23.09.1655, abadessa do Convento de Santa Clara de Vila do Conde entre 1704 e 1706, a ela principalmente se devendo a construção do famoso Aqueduto que liga Terroso, na Póvoa do Varzim, àquele Convento;[24][25]

- D. Inácio de Ataíde (Honra de Barbosa, 25.09.1657 - Caldas da Rainha, agosto de 1725), que tomou o hábito de São Bento no mosteiro de Tibães, em 19.09.1670, e foi lente de matemática da Universidade de Coimbra, de 22.03.1702 a 02.03.1722. Foi ele quem presidiu à trasladação do corpo da Princesa Santa Joana. Escreveu um manuscrito com a biografia da vida de seu pai, recentemente publicada;[26][27]

- D. Carlos de Ataíde, baptizado em Lisboa, na Igreja de São Lourenço, em 17.12.1659, tomou o hábito de São Bento como Frei Carlos de Alcáçova e faleceu como noviço em Tibâes;

- D. Ângela Maria de Ataíde e Alcáçova, que professou como freira no mosteiro da Madre de Deus, em Lisboa, e depois foi, como suas irmãs Antónia e Bárbara, Abadessa do Convento de Santa Clara de Vila do Conde;

- D. Maria da Conceição de Ataíde, freira no convento da Madre de Deus, em Lisboa;

- D. Lopo de Ataíde (Lisboa, baptizado na Igreja de São Lourenço em 06.02.1662 - Santo Tirso, 29.08.1738), tomou o  hábito de São Bento em Tibães em 19.01.1678, com o nome de Frei Lopo de Brito. Foi Dom Abade de vários mosteiros beneditinos e finalmente Definidor-Mór[28] da congregação, vindo a falecer no mosteiro de Santo Tirso.